# Ponto Terminal da Linha de Bondes de Botafogo, Vendo-se os Passageiros Subir e Descer
Ponto Terminal da Linha de Bondes de Botafogo, Vendo-se os Passageiros Subir e Descer é um suposto filme brasileiro dirigido pelo italiano Vittorio Di Maio por volta de 1897. O lançamento do filme ocorreu no dia 6 de maio de 1897 no Cassino Fluminense, na cidade de Petrópolis.
Este filme foi exibido apenas em 6 de maio de 1897, diferente dos outros três, que foram exibidos no dia 1º. Antes do descobrimento dos anúncios, acreditava-se que o primeiro filme produzido no Brasil era Vista da Baía de Guanabara de Affonso Segretto, produzido em 1898.
Quatro dos vinte e um filmes anunciados são considerados brasileiros pela Cinemateca Brasileira, sendo eles, este filme, Chegada do Trem em Petrópolis, Bailado de Crianças no Colégio, no Andaraí e Uma Artista Trabalhando no Trapézio do Politeama.

## Sinopse Presumida
Pode-se presumir, pelo título, que o filme apresentava passageiros, subindo e descendo, do ponto terminal de linha de bondes de botafogo. 

## Nacionalidade

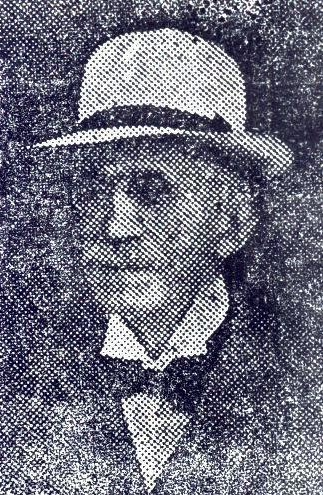
O italiano Vittorio Di Maio.

A nacionalidade dos filmes é posta em dúvida por inúmeros pesquisadores, incluindo os veteranos do cinema brasileiro Adhemar Gonzaga e Alex Viany. Vários pesquisadores levantam a questão de que Di Maio não poderia ter produzido esses curtas, pois apenas trabalhava com aparelhos de projeção que são até hoje desconhecidos. Teria sido extremamente complicado para a época, pois não havia nenhum material cinematográfico disponível.
Os pesquisadores Paulo Roberto Ferreira e Jorge JV Capellaro no livro "Verdades Sobre o Início do Cinema no Brasil" defendem que os curtas-metragens exibidos em 1897 por Di Maio são brasileiros. Com a única evidência levantada sendo o título de alguns dos filmes fazerem referência a lugares do Brasil, como “Petrópolis” e “Politeama” por exemplo.
Apesar disso, outros pesquisadores apontam que Di Maio alterou os títulos de filmes estrangeiros para enganar a população de Petrópolis. Outro fator que reforça a teoria é que Di Maio nunca mencionou ou explicou nenhuma das exibições ou o paradeiro dos filmes, mesmo antes de morrer, em 1926.